# Ford LTD II
La Ford LTD II est une automobile qui a été commercialisée et produite par la Ford Motor Company entre 1977 et 1979 aux États-Unis et au Canada. Tirant son nom de la gamme des modèles Ford LTD full-size, la LTD II intermédiaire a consolidé les gammes des modèles Ford Torino et Gran Torino, la Ford Elite étant remplacée par la Ford Thunderbird. Offerte en berline deux portes, berline quatre portes et break, la LTD II a également servie de base à la dernière génération du coupé utilitaire Ford Ranchero.
Au cours de sa production, la division Mercury a vendu la LTD II sous le badge Mercury Cougar, en remplacement de la Mercury Montego.
La conception de la Ford LTD II est remarquable car c'est l'un des plus gros véhicules jamais produits en tant qu'intermédiaire, sorti juste au moment où toute l'industrie automobile américaine entrait dans une période de réduction. En termes d'empreinte extérieure, par rapport aux berlines full-size, la LTD II est plus longue en longueur et en empattement et plus large que la Ford LTD Crown Victoria, la Ford Crown Victoria, la Ford Five Hundred et la Ford Taurus (version des cinquième, sixième et septième générations)

## Contexte

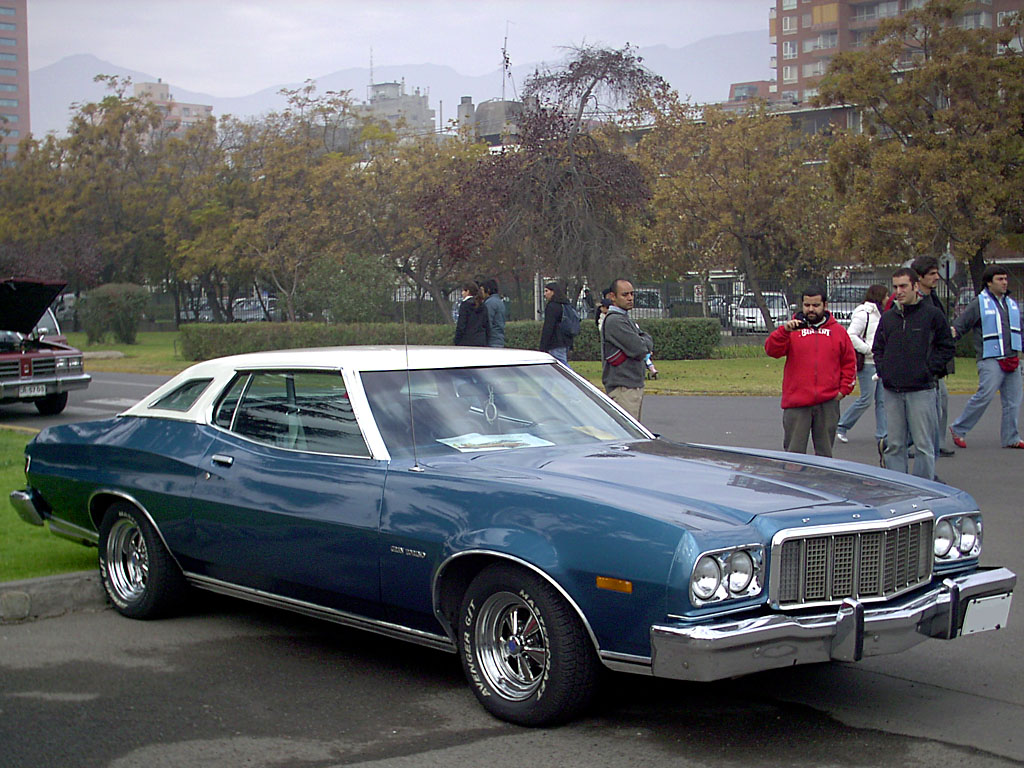
Ford Gran Torino Brougham de 1974 (prédécesseur de la LTD II)

Pour l'année modèle 1977, la Ford Motor Company a apporté des révisions substantielles à ses gammes de produits du segment intermédiaire impliquant à la fois les marques Ford et Mercury. Dans le cadre des changements de modèle, plusieurs gammes de produits ont été mises à jour en milieu de cycle. Pour raviver l'intérêt, d'autres gammes de modèles ont été consolidées pour réduire la concurrence interne et les chevauchements.
L'élément central dans la révision des modèles était l'abandon des Ford Torino, Gran Torino et Ford Elite. Alors que le châssis et la carrosserie de la Torino ont fait l'objet d'une mise à jour approfondie pour prolonger sa durée de vie, la Torino / Gran Torino est devenue la Ford LTD II («II» pour distinguer la gamme des modèles intermédiaires de la LTD full-size). Parallèlement à une mise à jour extérieure massive, la Ford Elite est devenue la Ford Thunderbird, permettant à Ford de mieux rivaliser avec la Chevrolet Monte Carlo (et ses divers homologues de General Motors) et la Chrysler Cordoba, réduisant ainsi le chevauchement potentiel entre la Thunderbird et la Continental Mark V.
Alors que Ford abandonnait la Torino, Mercury a remplacé la Montego, en élargissant la plaque signalétique Mercury Cougar à toute sa gamme intermédiaire (la Cougar précédente, la Cougar XR7, devenant l'homologue de la Thunderbird haut de gamme).

## Aperçu de la conception

### Châssis
La LTD II utilise la construction de carrosserie sur châssis partagée avec la Torino / Montego de 1972-1976. Comme sur la LTD, la LTD II utilise un cadre de périmètre complet; pour isoler la carrosserie des chocs de la route, le cadre était équipé de quatorze supports de carrosserie en caoutchouc et de cinq traverses. Sur la suspension arrière, l'essieu arrière solide à quatre bras utilise des ressorts hélicoïdaux.
Une grande partie de la gamme des groupes motopropulseurs de la LTD II était dérivé de la Torino de 1974, à une exception près: dans l'intérêt de l'économie de carburant, le V8 460 a été abandonné de toutes les intermédiaires de Ford et Mercury, le V8 302 faisant son retour en tant que moteur standard (à l'extérieur de la Californie). En option, Ford offrait le V8 351M et le V8 Windsor 351, le V8 de 400 pouces cubes étant la plus grande offre de moteurs. Pour 1979, le V8 400 a été abandonné.

### Carrosserie
Bien que la transition de la Torino à la LTD II soit théoriquement une mise à jour de milieu de cycle, les stylistes de Ford ont apporté plusieurs changements de style pour introduire la nouvelle gamme de modèles, s'éloignant du style bouteille de Coca-Cola qui dominait l'extérieur de sa prédécesseur Torino / Montego.
Bien que des fonds limités aient empêché une refonte complète de l'extérieur, la ligne de toit et toute la tôle depuis les portes jusqu'à l'arrière ont été mises à jour en profondeur. Adoptant une grande partie du langage de conception de la Thunderbird redessinée, la ligne de toit a reçu des fenêtres plus grandes et à bords droits (y compris des fenêtres d'opéra en option) et une ceinture de caisse centrale, tandis que la carrosserie a conservé des évasements d'aile relativement grands.
La LTD II a repris l'utilisation du capot et des ailes avant de l'Elite avec un panneau avant restylé adaptant des phares rectangulaires empilés verticalement et une nouvelle calandre. L'arrière a adopté des éléments de style de la Ford LTD full-size. En raison du coût de la refonte des panneaux latéraux de quart arrière, le break LTD II a été produit avec de la tôle presque inchangée par rapport à celle de la gamme précédente de Mercury Montego; le break a été abandonné après 1977.
La LTD II a été produite en trois niveaux de finition, la version de base "S", la version standard et la LTD II Brougham avec à l'esprit le luxe. Des sièges baquets avec levier de vitesses sur console et sur plancher étaient disponibles sur les coupés de base et de finition Brougham.

Carrosseries de la Ford LTD II 1977-1979
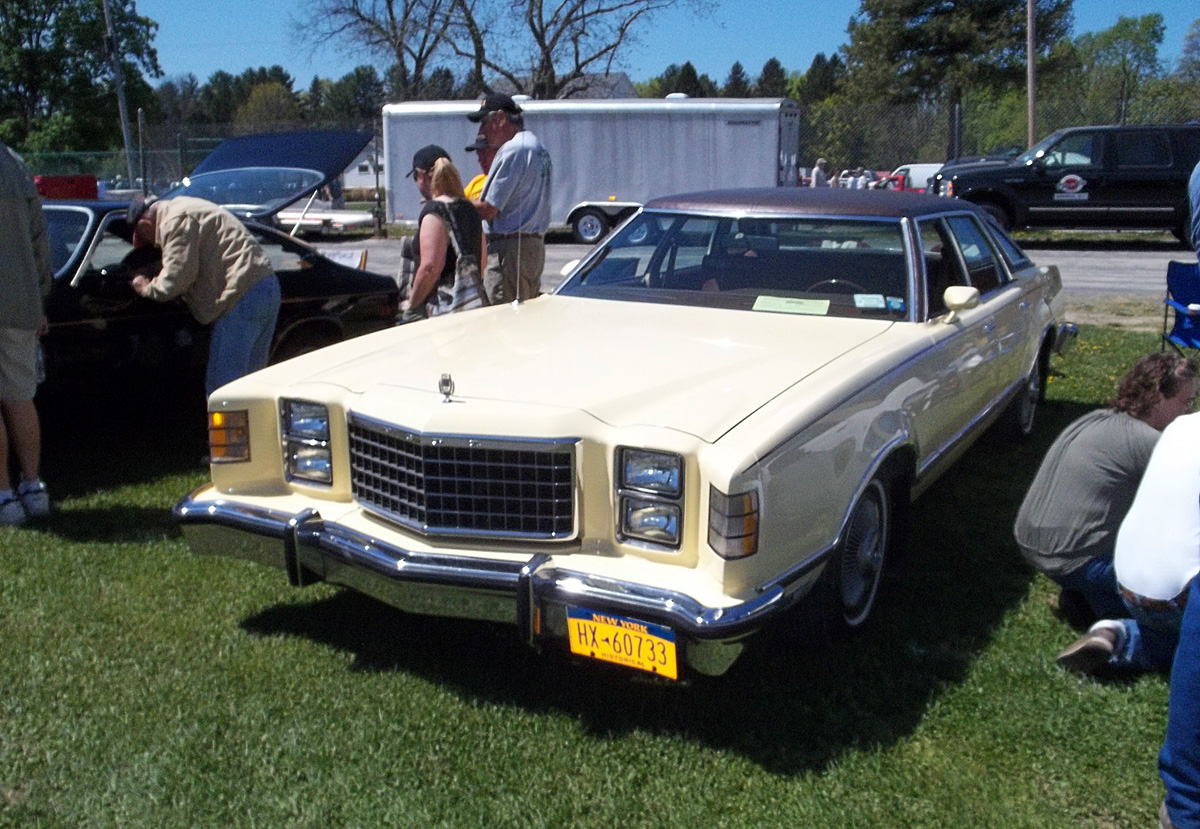
Ford LTD II Brougham 4 portes
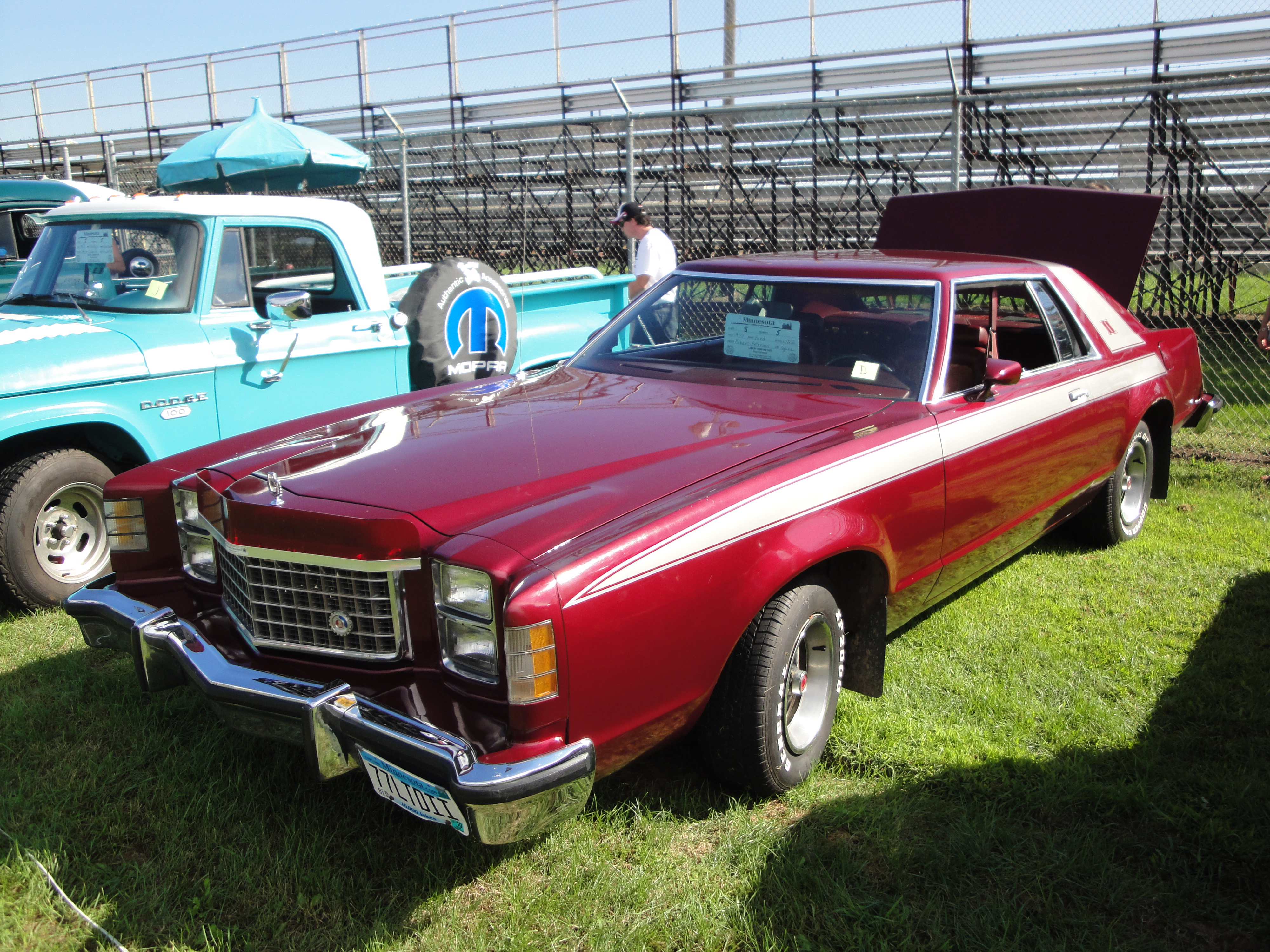
Ford LTD II 2 portes
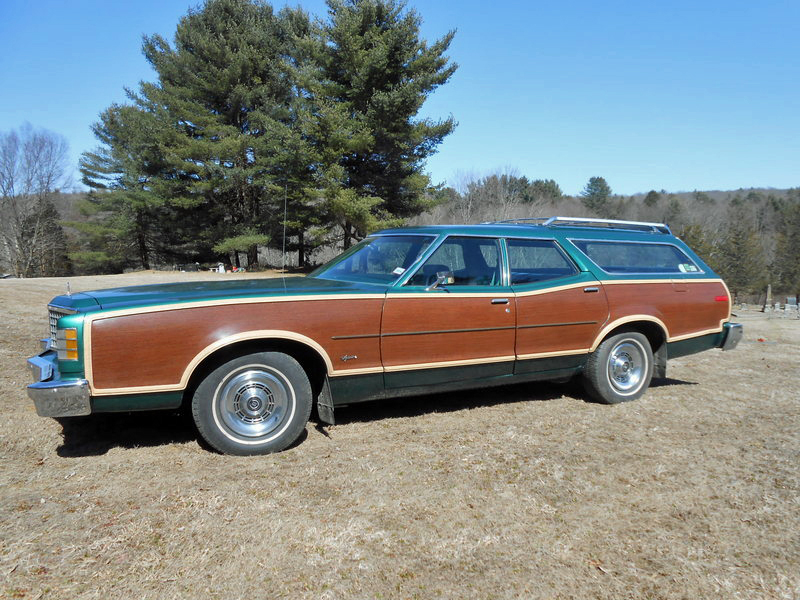
1977-only Ford LTD II Squire break
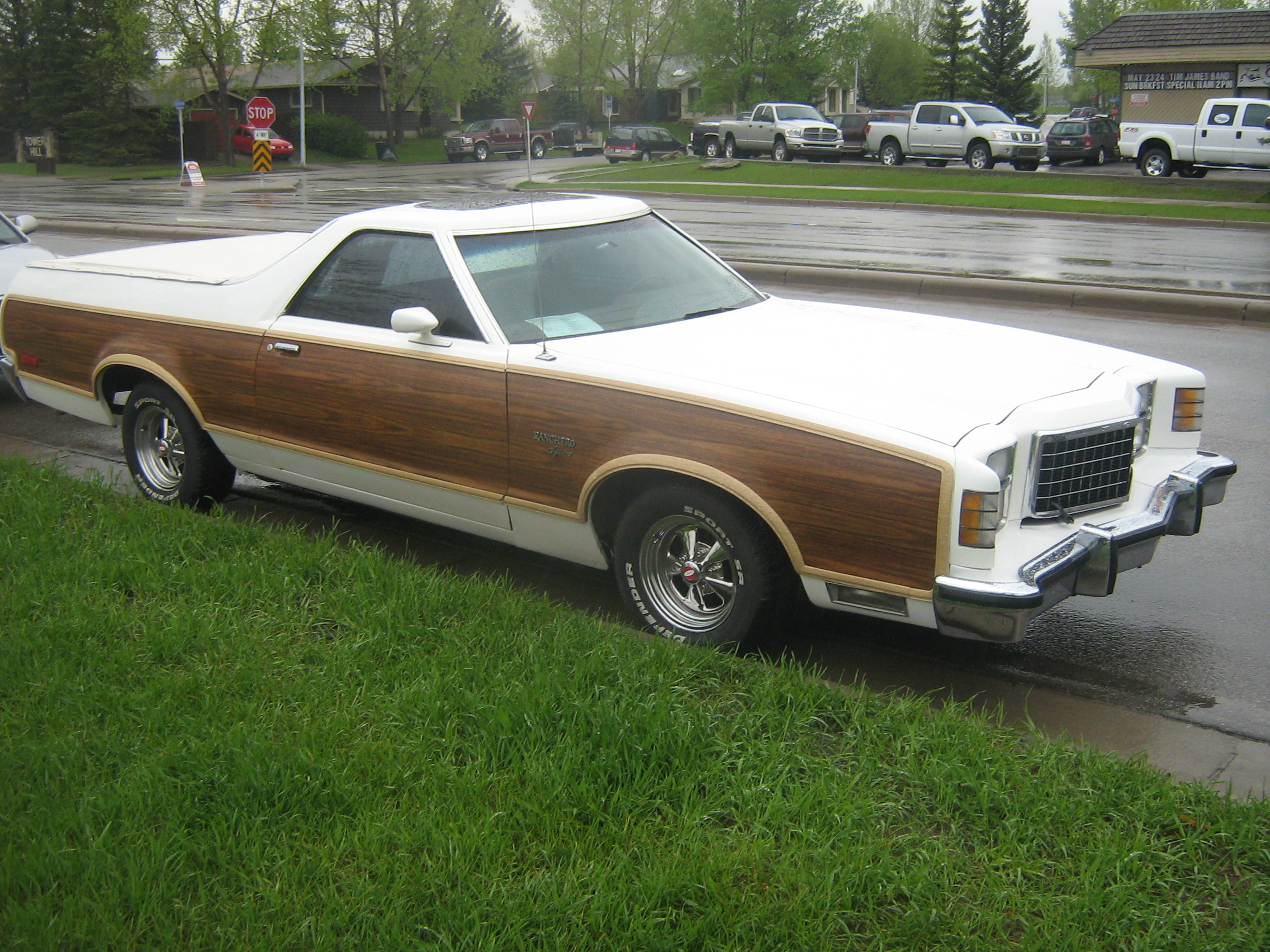
1977-1979 Ford Ranchero in Squire trim

## Arrêt
Bien qu'initialement populaires, les ventes de LTD II ont rapidement diminué en raison de plusieurs facteurs. Alors que la LTD II faisait ses débuts en 1977, Chevrolet a présenté des versions réduites de la Chevrolet Impala et de la Caprice; bien que la LTD II ait été commercialisée en tant que concurrente contre la Chevrolet Malibu, la LTD II intermédiaire présentait une empreinte extérieure plus grande que l'Impala (bien qu'avec un intérieur plus petit). La réduction de la gamme full-size de General Motors a été un succès, l'Impala / Caprice devenant la gamme de modèles de 1977 la plus vendue. En outre, la concurrence interne de la Thunderbird nouvellement réduite (avec un prix de base beaucoup plus bas) avec sa plate-forme presque identique, a détourné les ventes des modèles LTD II deux portes.
Pour 1978, la LTD II a rencontré un degré beaucoup plus élevé de concurrence, car Ford a présenté la Ford Fairmont en remplacement de la Ford Maverick de longue date. Bien qu'officiellement considérée comme une compacte (près de deux pieds plus courte et sept pouces plus étroite que la LTD II), les dimensions intérieures de la Fairmont sont assez proches du segment des voitures intermédiaires alors que la réduction s'étendait au-delà des véhicules full-size. Parallèlement à la lenteur de ses ventes, le potentiel de chevauchement des modèles avec la Fairmont a conduit à l'abandon du break LTD II.
Pour 1979, la LTD II est effectivement devenue obsolète lorsque Ford a introduit la Ford LTD de taille réduite. En comparaison avec la LTD II, la LTD réduite était de 11 pouces plus courte en longueur et 4 pouces plus courte en empattement, un pouce plus étroite et 500 livres plus légère; malgré la plus petite empreinte extérieure, la LTD rivalisait avec sa prédécesseur full-size en espace intérieur.
Comme la Thunderbird et la Mercury Cougar ont été réduites sur la plate-forme Fox de Ford pour 1980, le châssis de la Ford Torino a été abandonné après 1979. Après 1979, le Ford Ranchero a été indirectement remplacé par le Ford Ranger, le segment des pick-ups utilitaires coupé étant progressivement abandonné au profit des pick-ups compacts aux États-Unis. Après son arrêt en 1979, la Ford LTD II n'a jamais vu de successeur direct dans la gamme des produits Ford. En 1983, le nom du modèle Ford LTD est revenu dans le segment des voitures de taille moyenne, Ford renommant la Granada dans le cadre d'une refonte de milieu de cycle. Après 1986, ce véhicule a été remplacé par la Ford Taurus, marquant en grande partie la fin de la plaque signalétique Ford LTD en Amérique du Nord.

## Venezuela
Ford fabriquait la LTD II au Venezuela avec les badges Fairlane et Fairlane 500. Les trois styles de carrosserie étaient disponibles.